# Miki Martínez
Miquel Martínez Moya (Prats de Llusanés, Barcelona, 28 de junio de 1984), más conocido como Miki Martínez es un jugador de fútbol español. Se desempeña como centrocampista defensivo y su actual equipo es el CD Castellón, de la SEGUNDA DIVISIÓN ESPAÑOLA.

## Trayectoria
Miki Martínez se formó en las categorías inferiores del RCD Espanyol, donde estuvo diez temporadas. Debutó en Primera División el 9 de febrero de 2006 en un Villarreal CF - Espanyol que finalizó con 4-0. Del mismo modo, fue inscrito por Miguel Ángel Lotina para jugar la Copa de la UEFA 2005-06, donde no llegó a debutar.
Posteriormente pasó por Real Jaén, CE Sabadell y UE Lleida todos ellos en Segunda División B. Su papel como titular en todos ellos le llevó a despertar el interés de varios equipos de la Segunda División de la mano delaunque finalmente se decantó por el Nàstic de Tarragona. Tras una discreta temporada, Miki Martínez ganó protagonismo la siguiente campaña en el CD Alcoyano, aunque no pudo evitar el descenso del conjunto valenciano a la categoría de bronce.
La carrera del futbolista continuó en el Deportivo Alavés de Segunda B. A pesar de lograr el ascenso, Miki no tuvo un papel tan importante, disputando 21 partidos de los que fue titutlar en 13. Comenzó el curso futbolístico 2013/14 en la UE Olot también de Segunda B, pero rescindió el contrato en invierno tras haber cumplido tan solo 449 minutos sobre el terreno de juego. Tras formar parte de las Sesiones de la AFE, Miki Martínez se enroló en el CD Castellón de Tercera División de cara a la temporada 2014/15.

### Internacional
Fue internacional sub-20 con España en los Juegos Mediterráneos de 2005 disputados en Almería. Los jugadores de Juan Santisteban ganaron la medalla de oro, aunque Miki Martínez no tuvo un papel capital.